# Hypericum calycinum
Hypericum calycinum, звіробій чашечковий — вид родини звіробійні Hypericaceae, низькорослий чагарник. Культивується як садова рослина завдяки своїм великим жовтим квіткам. Поширений в середземноморському кліматі, широко поширений в горах Странджа вздовж болгарського та турецького узбережжя Чорного моря, а також у Фландрії в Бельгії.

## Опис
Це низький, дерев'янистий чагарник до 1 м заввишки і 1-2 м завширшки, але часто менший. Зелене яйцеподібне листя росте протилежними парами. Листкові пластинки зазвичай в довжину 4 сантиметри, нижня сторона зазвичай сітчаста. На сонці листки яскраво-зеленого кольору, а в тіні листя світліше, жовто-зелене. Нижня частина листка — синьо-зеленого кольору, а восени листя набуває пурпурового забарвлення .
Квітки 3–5 см у діаметрі, насичено-жовті, з п'ятьма пелюстками і численними жовтими тичинками. Квітки можна охарактеризувати як «трояндоподібні», вони, як правило, поодинокі або зібрані в групи по дві-три цвітуть у червні-вересні.
Вид притаманний для Південно-Східної Європи та Південно - Західної Азії. Це популярний садовий чагарник з багатьма відомими культурними сортами та гібридами.

## Використання
Різні види роду Hypericum з давніх часів використовувались як лікарські засоби. Цей вид традиційно використовується для послаблення м'язових спазмів та для лікування астми.
В ідеальних умовах вирощування, на яскравому сонці або напівтіні та в добре дренованому кислому грунті цей вид може рости швидко. Найкраще росте на піщаних або суглинистих ґрунтах. Зазвичай вирощується як ґрунтопокривна рослина, зокрема для стабілізації ґрунту на пагорбах. Невибагливий.

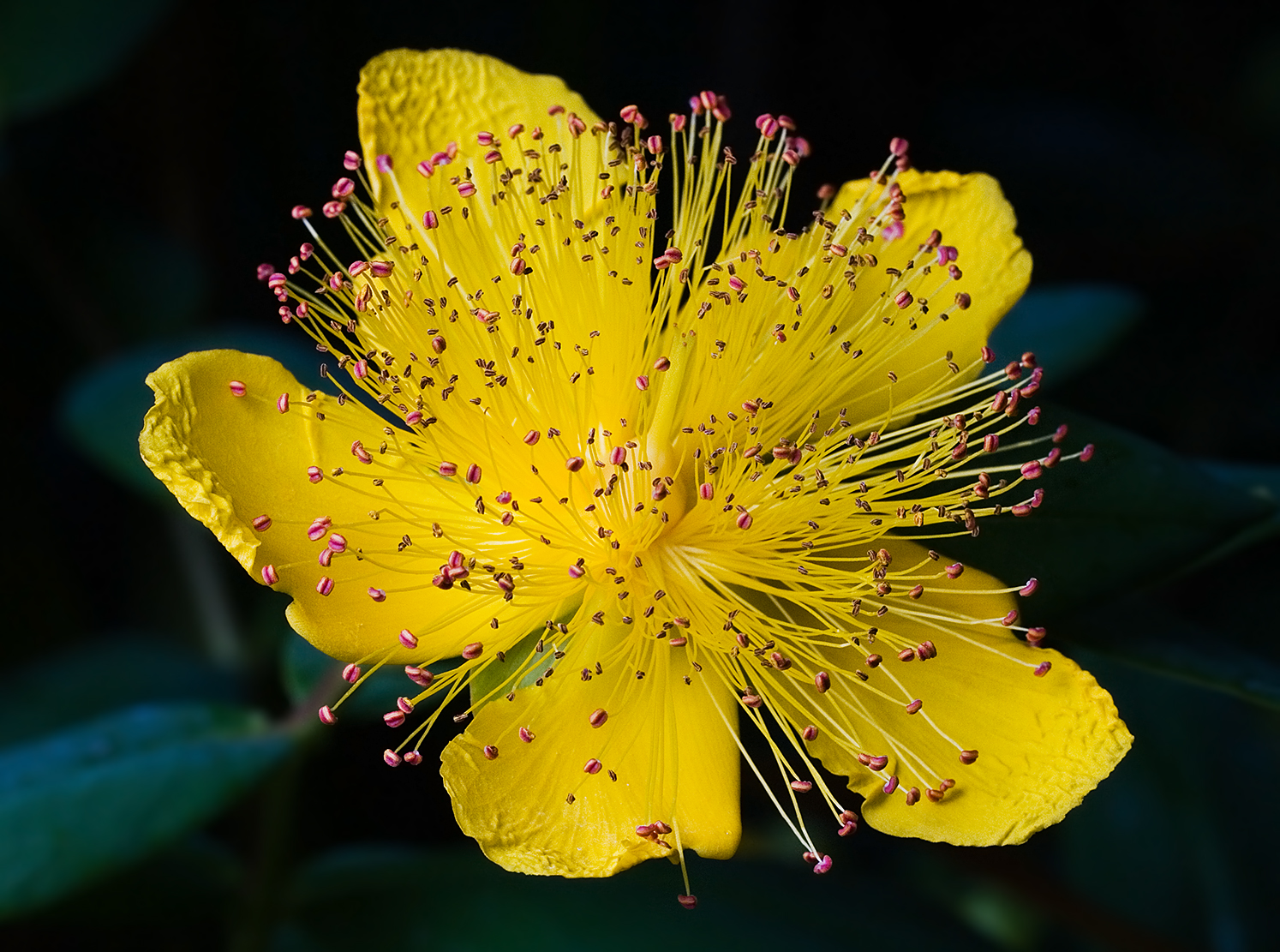
Hypericum calycinum

## Дослідження
Цей вид здатний продукувати ті ж лікарські активні компоненти, що і H. perforatum (зокрема, гіперфорин).
Дослідження на мишах показали, що алкогольні екстракти з Hypericum calycinum мають антидепресивну дію і в цілому настільки ж ефективні, як деякі відомі антидепресанти, зокрема дезипрамін та триміпрамін. На відміну від інших видів роду Звіробій, H. calycinum не має гіперіцину, що може спричиняти фотосенсибілізацію при його застосуванні в складі лікарського засобу.